# Arycanda exul
Arycanda exul là một loài bướm đêm trong họ Geometridae.